# جون كارلسون
جون كارلسون (بالسويدية: Johan Carlsson)‏ (1 أغسطس 1981 بستوكهولم في السويد - ) هو لاعب كرة قدم سويدي في مركز الوسط. شارك مع منتخب جزر أولاند لكرة القدم. أما مع النوادي، فقد لعب مع نادي ماريهامن وÄlvsjö AIK ‏.

## وصلات خارجية
- جون كارلسون على موقع قاعدة بيانات كرة القدم.إي يو (الإنجليزية)
- جون كارلسون على موقع ناشيونال فوتبول تيمز (الإنجليزية)